# フリードリヒ・クリスチャン・アウグスト・ハッセ

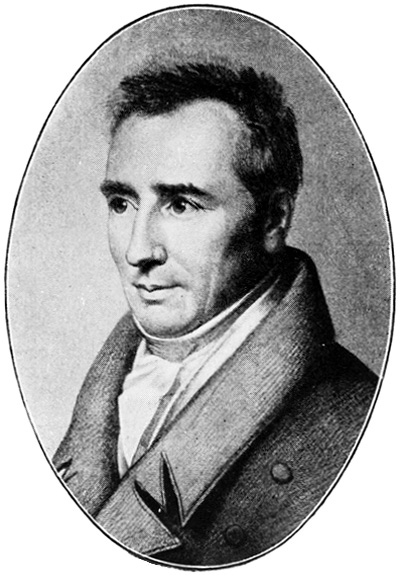
フリードリヒ・クリスチャン・アウグスト・ハッセ

フリードリヒ・クリスチャン・アウグスト・ハッセ（ドイツ語: Friedrich Christian August Hasse、1773年1月4日 - 1848年2月6日）は、ドイツの歴史家である。息子は病理学者カール・エーヴァルト・ハッセ。
ヴィッテンベルク大学（現: マルティン・ルター大学ハレ・ヴィッテンベルク）で法学、哲学、歴史学を学び、1798年からドレスデンの士官学校の助教授を務めた。1803年、同学院の道徳・歴史学の教授に就任した。1828年から1848年までライプツィヒ大学で歴史学の助教授、1840年から41年まで哲学部長を務めた。Allgemeine Encyclopädie der Wissenschaften und Künste、特にブロックハウス百科事典に編集者として重要な貢献をしている。1830年からは『Leipziger Zeitung』の編集者を務めた。

## 出版など
- Johann Victor Moreau, 1816 – Biography of Jean Victor Marie Moreau.
- Das Leben Gerhards von Kügelgen, 1824 – The life of Gerhard von Kügelgen.
- Die Geschichte der Lombardei (4 volumes, 1826–28) – The history of Lombardy.
- Gestaltung Europa's seit dem Ende des Mittelalters bis auf die neueste Zeit nach dem Wiener Congresse: Versuch einer historisch-statistischen Entwicklung (4 volumes, 1826–28) – Layout of Europe from the end of the Middle Ages up until the time of the Congress of Vienna.[2]